# Річка Ара (Канто)
Рі́чка А́ра або Арака́ва (яп. 荒川, あらかわ, МФА: [aɾakawa]) — річка в Східній Японії, на території Кантоської рівнини. Протікає територією префектур Сайтама й Токіо, і впадає у Токійську затоку. Довжина — 173 км. Площа басейну — 2940 км². Друга за величиною річка регіону Канто.

## Короткі відомості
Бере початок в горах Оку-Тітібу, на вершині Кобусі (2475 м). Зібравши всі води з гір Оку-Тітібу, тече в западину Тітібу і в районі містечка Йорії виходить на Кантоську рівнину. В місцевості Куґе міста Кумаґая змінює русло на південний схід. Між містами Сайтама й Каваґое з'єднується з річкою Ірума, й в районі міста Тода тече на схід, творячи кордон між префектурами Сайтама й Токіо. Біля шлюзу Івабуті столичного району Кіта ділиться на основне русло й бічне, що утворює річку Суміда. Обидві впадають у Токійську затоку, неподалік Токійського міжнародного аеропотру.